# Santa Elena de la Cruz, Guanajuato
Santa Elena de la Cruz är en ort i Mexiko.   Den ligger i kommunen San Miguel de Allende och delstaten Guanajuato, i den centrala delen av landet, 230 km nordväst om huvudstaden Mexico City. Santa Elena de la Cruz ligger 2 060 meter över havet och antalet invånare är 302.
Terrängen runt Santa Elena de la Cruz är kuperad västerut, men österut är den platt. Runt Santa Elena de la Cruz är det ganska tätbefolkat, med 96 invånare per kvadratkilometer. Närmaste större samhälle är San Miguel de Allende, 7,7 km väster om Santa Elena de la Cruz. Trakten runt Santa Elena de la Cruz består i huvudsak av gräsmarker.